# Ochimus laetipennis
Ochimus laetipennis är en skalbaggsart som först beskrevs av White 1853.  Ochimus laetipennis ingår i släktet Ochimus och familjen långhorningar. Inga underarter finns listade i Catalogue of Life.